# Élie Cester
Élie Cester (ur. 27 lipca 1942 w L’Isle-Jourdain, zm. 3 stycznia 2017 w Bourg-lès-Valence) – francuski rugbysta grający na pozycji wspieracza, kapitan reprezentacji kraju, trzykrotny triumfator Pucharu Pięciu Narodów.
Grać w rugby zaczynał w lokalnym klubie w L’Isle-Jourdain, następnie związał się z Toulouse olympique employés club, w którego barwach został uznany za najlepszego zawodnika francuskiej ligi w 1969 roku (Oscar d'Or czasopisma Midi Olympique). Na początku lat siedemdziesiątych przeszedł do Valence sportif, z którym dotarł do półfinałów mistrzostw kraju w 1978 roku.
Pierwsze powołanie do francuskiej reprezentacji otrzymał w 1964 roku na tournée do Południowej Afryki, w testmeczu zadebiutował jednak dwa lata później. Wystąpił w siedmiu edycjach Pucharu Pięciu Narodów, zwyciężając w trzech z nich – w 1967, 1970, a w edycji 1968 dodatkowo zdobywając pierwszy francuski Wielki Szlem. Łącznie w latach 1966–1974 rozegrał 35 testmeczów dla Les Bleus zdobywając jedno przyłożenie, w ostatnim sezonie reprezentacyjnym trzykrotnie pełniąc rolę kapitana.
W 1971 roku został zaproszony do gry dla drużyny reszty świata w meczu przeciw Anglikom rozegranym w ramach obchodów stulecia powstania Rugby Football Union.
Przez wiele lat prowadził bar w Bourg-lès-Valence, gdzie zmarł w wieku 74 lat. Jego pogrzeb zgromadził byłych zawodników kadry, takich jak Jo Maso, Pierre Villepreux, Guy Camberabero, Christian Carrère czy Bernard Laporte, prezydent Fédération Française de Rugby.
Jego nazwiskiem nazwano domowy stadion RCC Marsanne, jedną z trybun na Stade Georges-Pompidou w Valence, plac w Bourg-lès-Valence oraz ulicę w L’Isle-Jourdain.